# Love in Portofino
Love in Portofino (с англ. — «Любовь в Портофино») — шестой студийный альбом французской певицы Далиды, выпущенный в 1959 году на лейбле Barclay Records.
На альбоме содержатся в основном написанные специально для Далиды песни, а не кавер-версии известных иностранных хитов. Исполнительница вновь возвращается к поп-стандартам, при этом на альбоме присутствуют отзвуки рок-н-рола и босса-новы.
Музыкальные критики тепло приняли альбом, особенно выделили исполнение песни «La chanson d’Orpheé». Пластинка достигла первого места в альбомном чарте Франции, а также стала самой продаваемой в 1959 году (на втором месте был другой альбом певицы, выпущенный в том же году — Le disque d’or de Dalida).

## Об альбоме
Впервые в дискографии на альбоме певицы присутствовало больше оригинальных песен, чем французских версий других песен. Все они, к слову, попали в топ-20 песенных чартов Франции.
Заглавная песня «Love in Portofino» была выпущена до выхода альбома. Песня не имела большого успеха в продажах, но, тем не менее, в будущем она стала своего рода гимном Портофино и хорошо запомнилась местной публике. Свою версию песни записал позднее Андреа Бочелли.
Альбом был полностью записан в Париже при участии оркестра под управлением Раймона Лефевра.
Пластинка была выпущена в начале декабря 1959 года. Первый тираж составил 20 000 копий, однако из-за успеха альбома пришлось организовывать дополнительный выпуск в 10 000 копий. В 2002 году Universal Music France переиздал альбом в оригинальном виниловом формате, а также представил цифровую ремастированную версию на компакт-диске с оригинальным французским трек-листом и обложкой.

## Список композиций
| №  | Название                                    | Автор(ы)                                      | Длительность |
| -- | ------------------------------------------- | --------------------------------------------- | ------------ |
| 1. | «Love in Portofino»                         | Fred Buscaglione, Jacques Larue & Leo Chiosso | 3:15         |
| 2. | «C’est ça l’amore»                          | Jean Broussolle & Pino Massara                | 2:56         |
| 3. | «Adonis»                                    | Fernand Bonifay & George Goehring             | 2:20         |
| 4. | «Pilou Pilou Hé» (Au pays qu'à un joli nom) | Gilbert Bécaud & Louis Amade                  | 2:20         |
| 5. | «Marina»                                    | Jean Broussolle & Rocco Granata               | 2:00         |

| №                   | Название                                  | Автор(ы)                                                  | Длительность |
| ------------------- | ----------------------------------------- | --------------------------------------------------------- | ------------ |
| 1.                  | «Ne joue pas»                             | A. J. Marotta, Guy Hemric & Jean Constantin               | 1:46         |
| 2.                  | «Luna Caprese»                            | Georges Gosset & Luigi Ricciardi                          | 3:22         |
| 3.                  | «J’ai rêvé»                               | Bobby Darin & Georges Aber                                | 2:30         |
| 4.                  | «La chanson d’Orphée» (Manha De Carnaval) | Antônio Maria, François Llenas, Luiz Bonfá & Marcel Camus | 2:50         |
| 5.                  | «Elle, lui et l’autre»                    | Albert Beach, Guy Wood & René Rouzaud                     | 2:38         |
| Общая длительность: | Общая длительность:                       | Общая длительность:                                       | 25:57        |